# Решетов Володимир Миколайович
Володимир Миколайович Решетов (нар. 2 лютого 1930, Київ — пом. 2015) — український художник; член Спілки радянських художників України з 1961 року.

## Біографія
Народився 2 лютого 1930 року в місті Києві. 1957 року закінчив Київський художній інститут, де навчався зокрема в Іларіона Плещинського.
Жив у Києві в будинку на вулиці Червоноармійській, № 12, квартира № 13, будинку на вулиці Хрещатику, № 23, квартира № 22 та в будинку на вулиці Прорізній,№ 10, кваритра № 88. Помер у 2015 році.

## Творчість
Працював у галузях станкового живопису, плакатного мистецтва та книжкової графіки. Серед робіт:
плакати
- «А ви таких культурних бачили?» (1961);
- «Від держави, молодята, в подарунок вам кімната» (1961);
- «Тут буде клуб! —Де клуб?» (1963);
- «Сім причин — кінець один» (1964);
- «Його права і обов'язки» (1965);
- «Байдужість до народного добра з корінням вирвати пора» (1966);
- «Невеличка сімейка» (1968).

Створював також плакати до кінофільмів.
Брав участь у республіканських виставках з 1957 року, всесоюзних — з 1961 року.